# بين غرينوود
بين غرينوود (بالإنجليزية: Ben Greenwood)‏ هو دراج بريطاني، ولد في 30 يوليو 1984 في Nether Kellet ‏ في المملكة المتحدة.

## وصلات خارجية
- بين غرينوود على موقع الاتحاد الدولي للدراجات (الإنجليزية)
- بين غرينوود على موقع أرشيف الدراجات (الإنجليزية)
- بين غرينوود على موقع إحصائيات الدراجات الإحترافية (الإنجليزية)
- بين غرينوود على موقع نسبة الدراجات (الإنجليزية)